# Wayne Péré
Wayne Péré (* 23. März 1965 in Houma, Louisiana) ist ein US-amerikanischer Schauspieler.

## Leben und Karriere
Wayne Péré wurde als jüngster von drei Söhnen in Louisiana geboren. Nach dem Abschluss hegte er zunächst den Wunsch, als Taucher zu arbeiten, und zog deswegen nach Houston. Nachdem er recht schnell das Interesse an der Tätigkeit verloren hatte, folgte er seinem Bruder auf die Louisiana State University und entwickelte dort ein Interesse am Schauspiel.
Seine erste Rolle vor der Kamera übernahm er 1989 in einer Episode der Serie Spacecop L.A. - Alien Nation 1991 übernahm er eine kleine Rolle in dem Film Beastmaster II – Der Zeitspringer. 1996 war er in der Rolle eines Französischlehrers im Thriller Auge um Auge zu sehen. 1994 trat er in einer Gastrolle in der Sitcom Friends zu sehen. Seitdem trat er in einer Vielzahl von Serien auf, dazu zählen Emergency Room – Die Notaufnahme, Mord ist ihr Hobby, Diagnose: Mord, Walker, Texas Ranger, Star Trek: Raumschiff Voyager, Hinterm Mond gleich links, Die wilden Siebziger, Dawson Creek, New York Cops – NYPD Blue, CSI: Vegas, Las Vegas, Numbers – Die Logik des Verbrechens, Navy CIS, Ghost Whisperer – Stimmen aus dem Jenseits, Nip/Tuck – Schönheit hat ihren Preis, Treme, Banshee – Small Town. Big Secrets., Drop Dead Diva, Zoo, The Magicians, Roots, Queen Sugar, American Horror Story und Watchmen.
1998 trat Péré in der Filmkomödie Out of Sight als Philip auf. 1999 wirkte er in der Filmparodie Galaxy Quest – Planlos durchs Weltall mit. 2007 spielte er eine kleine Rolle in Steven Soderberghs Ocean’s 13. 2011 trat er im Action-Thriller Pakt der Rache auf. 2013 spielte er eine kleine Rolle im Heist-Movie Empire State – Die Straßen von New York und war zudem im Filmdrama 12 Years a Slave zu sehen. 2014 spielte er einen Anwalt im Filmdrama 99 Homes – Stadt ohne Gewissen. 2015 trat er in gleich mehreren von der Kritik gelobten Filmen in Nebenrollen auf. So spielte er in American Ultra die Rolle des Deputy Krantz. In Trumbo spielte er ebenfalls eine kleine Rolle, wie auch als Martin Blaine in The Big . 2016 spielte Péré Col. Robert Lowry im Spielfilm Free State of Jones. 2017 folgte die Rolle eines Geschichtslehrers im Marvel-Film Spider-Man: Homecoming. 2018 spielte er in Venom als Dr. Lloyd Emerson eine größere Nebenrolle.
2001 war Pére als Dennis Budny in der Serie Dead Last in einer Hauptrolle zu sehen. Auch in den Serien Underground und Halt and Catch Fire trat er in wiederkehrenden Rollen auf. 2018 spielte er die Rolle des Peter Scarborough in der Serie Marvel’s Cloak & Dagger. Im Laufe seiner Karriere war Péré bislang in mehr als 130 Film- und Fernsehproduktionen zu sehen. Neben seinen Auftritten vor der Kamera leiht er auch regelmäßig Figuren aus Videospielen seine Stimme.

## Filmografie (Auswahl)
- 1989: Spacecop L.A. (Fernsehserie, Episode 1x03)
- 1990: Doctor Doctor (Fernsehserie, Episode 2x09)
- 1990: An American Summer
- 1991: Beastmaster II – Der Zeitspringer (Beastmaster 2: Through the Portal of Time)
- 1993: Painted Desert
- 1994: Friends (Fernsehserie, Episode 1x10)
- 1995: Emergency Room – Die Notaufnahme (ER, Fernsehserie, Episode 1x18)
- 1995: Mord ist ihr Hobby (Murder, she Wrote, Fernsehserie, Episode 12x01)
- 1995–1997: Walker, Texas Ranger (Fernsehserie, 5 Episoden)
- 1996: Auge um Auge (Eye for an Eye)
- 1996: Diagnose: Mord (Diagnosis Murder, Fernsehserie, Episode 4x02)
- 1996: Burning Zone – Expedition Killervirus (The Burning Zone, Fernsehserie, Episode 1x06)
- 1997: Pensacola – Flügel aus Stahl (Pensacola: Wings of Gold, Fernsehserie, Episode 1x06)
- 1997: Star Trek: Raumschiff Voyager (Star Trek: Voyager, Fernsehserie, Episode 4x10)
- 1998: Profiler (Fernsehserie, Episode 2x14)
- 1998: Hinterm Mond gleich links (3rd Rock from the Sun, Fernsehserie, Episode 3x21)
- 1998: Out of Sight
- 1998: Die wilden Siebziger (That 70s Show, Fernsehserie, Episode 1x01)
- 1998: Soundman
- 1998: V.I.P. – Die Bodyguards (V.I.P, Fernsehserie, Episode 1x02)
- 1999: Martial Law – Der Karate-Cop (Martial Law, Fernsehserie, Episode 1x15)
- 1999: The Limey
- 1999: Dawsons Creek (Fernsehserie, Episode 3x07)
- 1999: Galaxy Quest – Planlos durchs Weltall (Galaxy Quest)
- 2001: New York Cops – NYPD Blue (NYPD Blue, Fernsehserie, 2 Episoden)
- 2001: Dead Last (Fernsehserie, 13 Episoden)
- 2002: Voll Frontal (Full Frontal)
- 2002: CSI: Vegas (CSI: Crime Scene Investigation, Fernsehserie, Episode 3x06)
- 2002: Practice – Die Anwälte (Practice, Fernsehserie, 2 Episoden)
- 2004: In the Land of Milk and Money
- 2004: Las Vegas (Fernsehserie, Episode 2x04)
- 2005: Blind Justice – Ermittler mit geschärften Sinnen (Blind Justice, Fernsehserie, Episode 1x09)
- 2005: Numbers – Die Logik des Verbrechens (Numb3rs, Fernsehserie, Episode 2x07)
- 2006: Navy CIS (NCIS, Fernsehserie, Episode 4x02)
- 2006–2007: Ghost Whisperer – Stimmen aus dem Jenseits (Ghost Whisperer, Fernsehserie, 3 Episoden)
- 2007: Ocean’s 13 (Ocean’s Thirteen)
- 2007: Standoff (Fernsehserie, Episode 1x13)
- 2009: Der Informant! (The Informant)
- 2010: Nip/Tuck – Schönheit hat ihren Preis (Nip/Tuck, Fernsehserie, Episode 6x11)
- 2011: Pakt der Rache (Seeking Justice)
- 2011: Creature
- 2012: Lady Vegas
- 2012: Treme (Fernsehserie, Episode 3x06)
- 2013: Das Haus der Dämonen 2 (The Haunting in Connecticut 2: Ghosts of Georgia)
- 2013: Banshee – Small Town. Big Secrets. (Banshee, Fernsehserie, 2 Episoden)
- 2013: Empire State – Die Straßen von New York (Empire State)
- 2013: 12 Years a Slave
- 2013: Das Tor zur Hölle (Nothing Left to Fear)
- 2014: Drop Dead Diva (Fernsehserie, 2 Episoden)
- 2014: Satisfaction (Fernsehserie, Episode 1x01)
- 2014: Kristy – Lauf um dein Leben (Kristy)
- 2014: 99 Homes – Stadt ohne Gewissen (99 Homes)
- 2014–2018: American Horror Story (Fernsehserie, 2 Episoden)
- 2015: A Sort of Homecoming
- 2015: Maggie
- 2015: Zoo (Fernsehserie, Episode 1x01)
- 2015: Fantastic Four
- 2015: American Ultra
- 2015: Trumbo
- 2015: The Big Short
- 2015: The Magicians (Fernsehserie, Episode 1x01)
- 2016: Midnight Special
- 2016: Game of Silence (Fernsehserie, Episode 1x01)
- 2016: Underground (Fernsehserie, 4 Episoden)
- 2016: Roots (Miniserie, Episode 1x04)
- 2016: Free State of Jones
- 2016: Halt and Catch Fire (Fernsehserie, 3 Episoden)
- 2017: The Case for Christ
- 2017: Die Verführten (The Beguiled)
- 2017: Spider-Man: Homecoming
- 2017: Queen Sugar (Fernsehserie, Episode 2x08)
- 2017: The Secret Man (Mark Felt: The Man Who Brought Down the White House)
- 2018: Billionaire Boys Club
- 2018: Marvel’s Cloak & Dagger (Fernsehserie, 5 Episoden)
- 2018: Venom
- 2019: SEAL Team (Fernsehserie, Episode 2x18)
- 2019: Semper Fi
- 2019: Watchmen (Fernsehserie, Episode 1x01)
- 2020: Westworld (Fernsehserie, 2 Episoden)
- 2020: Capone
- 2020–2023: Your Honor (Fernsehserie, 6 Episoden)
- 2021: Sacrifice (Fernsehserie, Episoden)
- 2022: The Rookie (Fernsehserie, Episode 4x13)